# فرازر رايت
فرازر رايت (بالإنجليزية: Frazer Wright)‏ هو لاعب كرة قدم بريطاني، ولد في 23 ديسمبر 1979 في East Kilbride ‏ في المملكة المتحدة. لعب مع سانت جونستون ونادي دمبرتون ونادي كيلمارنوك.

## وصلات خارجية
- فرازر رايت على موقع قاعدة بيانات كرة القدم.إي يو (الإنجليزية)
- فرازر رايت على موقع Soccerbase.com (لاعب) (الإنجليزية)
- فرازر رايت على موقع Soccerway.com (الإنجليزية)
- فرازر رايت على موقع عالم كرة القدم.نت (الإنجليزية)